# Dějiny Itálie

Státní znak Italské republiky

Dějiny Itálie zahrnují období starověku, středověku a moderní éry. Ve starověku byla Itálie domovinou Římanů a metropolí římské říše. Řím byl založen v roce 753 př. n. l. jako království. Po svržení monarchie v roce 509 př. n. l. se stal republikou s vládou Senátu a lidu. Římská republika pak sjednotila Itálii na úkor Etrusků, Keltů a Řeků žijících na poloostrově. Řím vedl federaci italických kmenů k nadvládě nad západní Evropou, severní Afrikou a Blízkým východem.
Římská říše ovládala západní Evropu a Středomoří po mnoho staletí a přinesla značný civilizační pokrok. Její výdobytky vedly k rozvoji západní filozofie, vědy a umění, které sehrály ústřední roli během následujících období středověku a renesance. Po pádu Říma v roce 476 zůstala Itálie dlouho rozdrobená na řadu městských států a menších politických útvarů. Teprve hnutí risorgimento během 19. století vedlo ke vzniku italského národního státu. Nové Italské království, ustanovené roku 1861, prošlo rychlou modernizací a vybudovalo velkou koloniální říši. Kolonizovalo části Afriky a země podél Středozemního moře. Jižní regiony mladého státu však zůstaly rurální a chudé. Staly se prameništěm celosvětově rozšířené italské diaspory.
V první světové válce se Itálie připojila ke státům Trojdohody, Francii a Británii, přestože před válkou byla členem Trojspolku s Německem a Rakouskem-Uherskem. Jako jedna z hlavních spojeneckých mocností významně přispěla k vítězství Dohody. Ziskem Trenta a Terstu dokončila Itálie své sjednocení a obdržela stálé křeslo ve výkonném výboru Společnosti národů. Italští nacionalisté nicméně považovali výsledek první světové války za „okleštěné vítězství“ (vittoria mutilata) a tyto nálady vedly v roce 1922 k vzestupu fašistické diktatury Benita Mussoliniho. Následná účast Itálie ve druhé světové válce po boku zemí Osy skončila její vojenskou porážkou, Mussoliniho zatčením a útěkem a občanskou válkou mezi hnutím odporu (podporovaným nyní na straně Spojenců stojícím Italským královstvím) a nacisticko-fašistickým loutkovým státem známým jako Italská sociální republika. Po osvobození Itálie, pádu Sociální republiky a zabití Mussoliniho rukama partyzánů země zrušila monarchii referendem v roce 1946, obnovila demokracii, prošla obdobím hospodářského růstu 50. a 60. let (tzv. Italský hospodářský zázrak) a stala se zakládajícím členem Evropské unie, NATO a skupiny G6 (později G7 a G20). V 21. století zůstává Itálie silným hospodářským, kulturním, vojenským a politickým faktorem.

## Pravěk
Nedaleko města Forlì byly objeveny tisíce artefaktů z paleolitu, jejich stáří bylo odhadnuto na 850 000 let, což z nich činí nejstarší důkaz lidského osídlení na Apeninském poloostrově. Vykopávky rovněž prokázaly neandrtálské osídlení po celé Itálii, zhruba z doby před 200 000 lety. Moderní lidé se tu objevili asi před 40 000 lety, nálezy z Riparo Mochi jsou nejstarším důkazem přítomnosti tohoto typu lidí v Evropě.

## Starověk

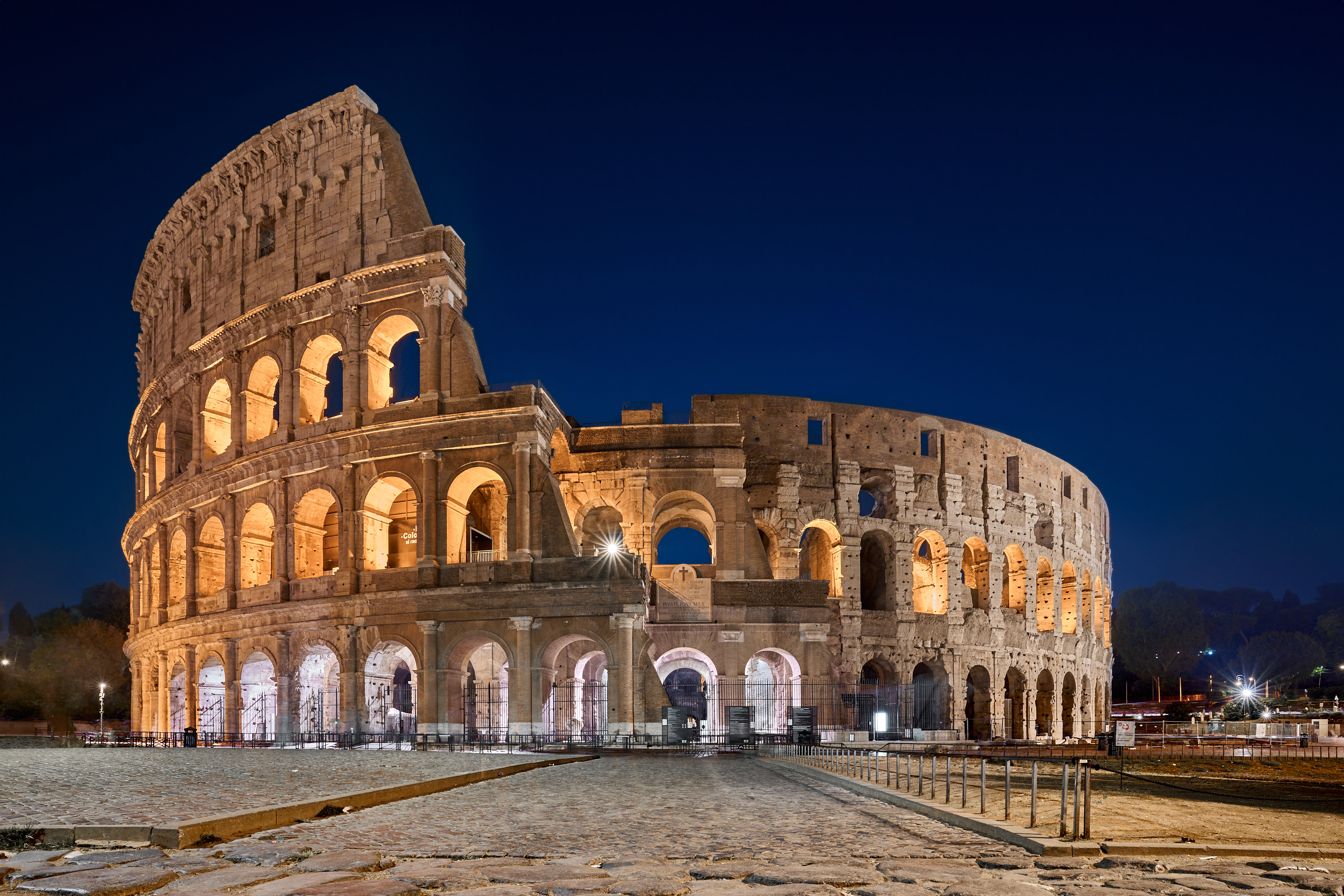
Koloseum, jedna z nejznámějších starořímských staveb

Rozsah Římské říše na sklonku Traianovy vlády (117)

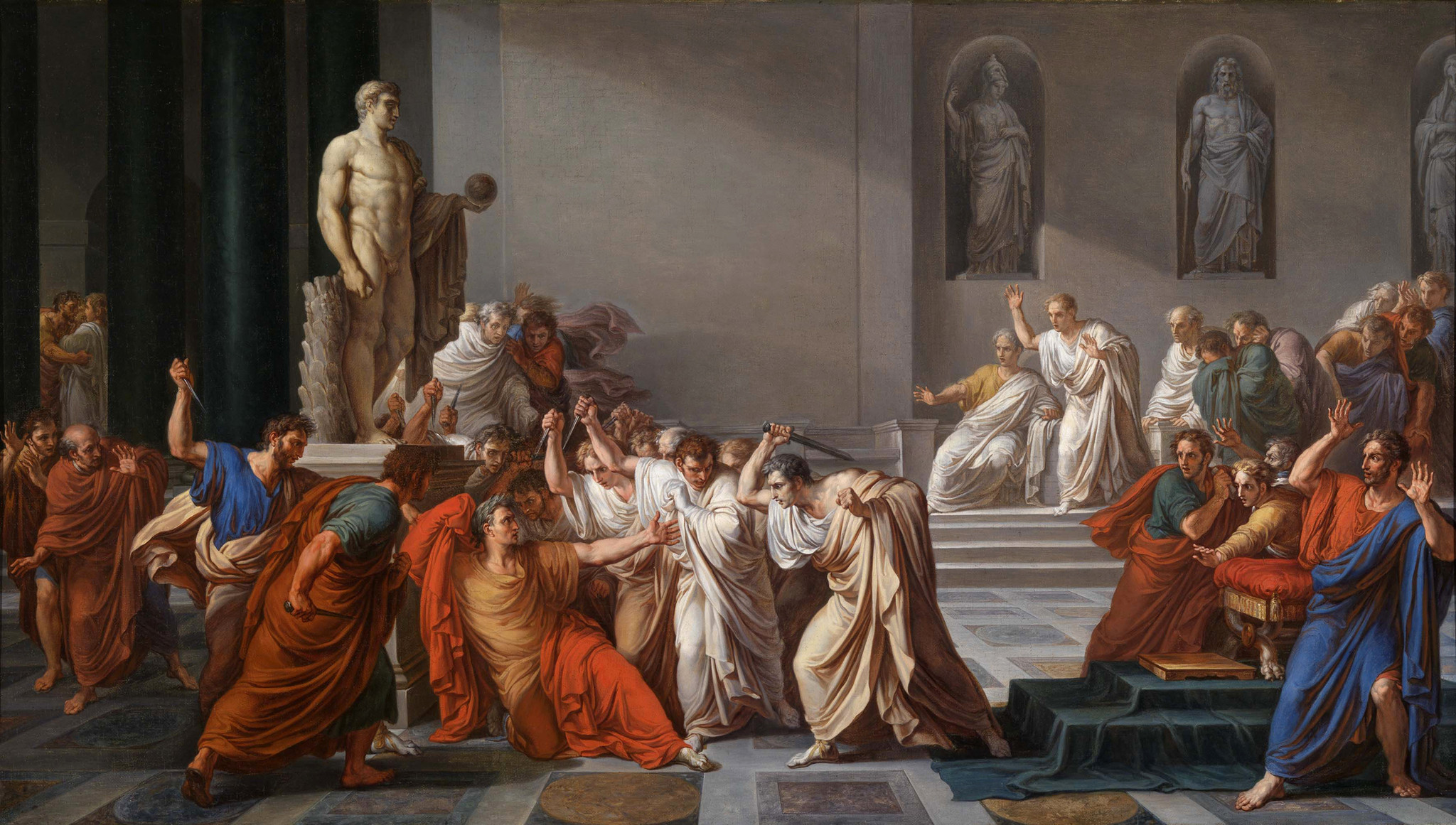
Zavraždění Julia Caesara na obraze Vincenza Camucciniho

V počátcích starověku byla Itálie osídlena různými kmeny. Ve středu Itálie to byly Umbrové, Latinové, Sabinové, Volskové a Picenové, na severu Keltové, Ligurové, Venetové a Etruskové, na jihu pak Oskové, Samnité a Messapiové. Většina z těchto kmenů byli Italikové, indoevropská skupina, která na Apeninský poloostrov přišla ve 2. tisíciletí př. n. l. Jiný původ mají patrně Etruskové (a jim blízcí Rétové), stále však zůstává záhadný. Neitalické kořeny měli také Keltové a kmeny na Sicílii a Sardinii (kde vznikla dokonce osobitá civilizace zvaná Nuragská). V lombardském údolí Val Camonica žil také kmen záhadného původu zvaný Camoni, který je autorem největší starověké sbírky petroglyfů na světě (až 300 000 obrazců). Semitského původu byli Féničané, kteří osídlili Sicílii a Sardinii a vytvořili zde první významná města. Ještě větší vliv měla Mykénská civilizace, která se s jihem Itálie dostala do kontaktu možná již v 17. století př. n. l. a od 8. století př. n. l. začali od jihu italské území silně ovlivňovat Řekové, jejichž civilizace na Peloponésu rychle mohutněla. Řecké kolonie na území Itálie a Sicílie se nazývají Velké Řecko.
Navzdory řeckému iniciačnímu vlivu se ústředním civilizačním centrem nestalo některé ze sídel na jihu, ale město ve středu poloostrova, Řím. Město, podle legend založené roku 753 př. n. l., které ovládali nejprve Latinové a Sabinové, posléze Etruskové. Řím nakonec ovládl italické, keltské, etruské, fénické i řecké kmeny na poloostrově a posléze vytvořil civilizaci známou jako Starověký Řím. Expandovala na západ (provincie Hispánie, Galie a Británie), na sever (Raetie, Panonie, Noricum), východ (Dalmácie, Dácie, Makedonie, Thrákie a dále až k Babylónii) i na sever Afriky (Numidie), včetně Egypta (Aegyptus). Starověký Řím je jednou z nejvýznamnějších zaniklých civilizací dějin a v dějinách Evropy sehrál naprosto zásadní roli (například latina se stala základem řady evropských jazyků, pochopitelně včetně italštiny). Roku 509 př. n. l. Řím odvrhl monarchické zřízení a stal se republikou. Ta zažila vrchol moci za Julia Caesara a jeho bezprostředních nástupců, kteří se prohlásili císaři: Augusta (vládl 27 př. n. l. – 14), Tiberia (14–37), Caliguly (37–41), Claudia (41–54) a Nera (54–68). Největší územní rozmach měla říše za Traiana (vládl 98–117), kdy plocha impéria dosáhla 5 miliónů čtverečních kilometrů. Od 3. století v Římě stále větší roli začalo sehrávat křesťanství, císař Konstantin z křesťanství učinil dokonce státní náboženství. To byla ovšem také již doba úpadku římské moci. Roku 395 byl Řím rozdělen na Západořímskou a Východořímskou říši (později zvanou Byzantská). Zatímco východní říše trvala ještě tisíc let, západní, jejímž jádrem byla dnešní Itálie, byla rychle rozvrácena germánskými kmeny.
Pád Starověkého Říma bývá dnes spojován s rokem 476, kdy císaře Romula Augusta sesadil germánský vůdce z kmene Skirů Odoaker. Ten pak jako první v historii získal titul „král Itálie“. Poté do Itálie vpadli Ostrogóti. Jim vládu načas vyrvala Byzanc, ale další germánský vpád, Langobardů, na konci 6. století, definitivně rozbil nejen sny o obnově římské říše, ale i jednotu poloostrova. Ten ztratil politickou kohezi na příštích 1300 let.

## Středověk

Mapa Itálie v roce 1 000. Černě jsou označeny hranice Svaté říše římské.

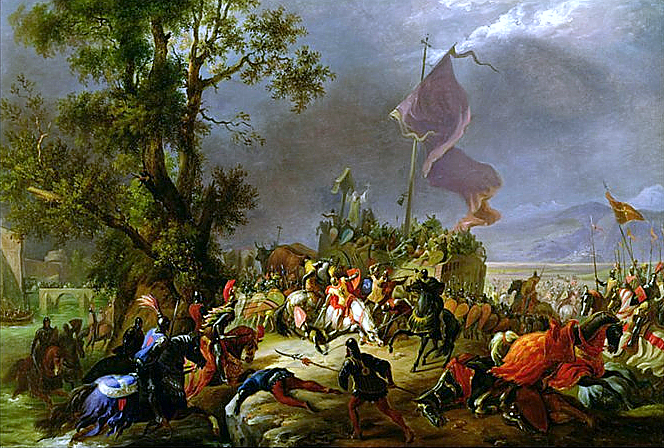
Bitva u Legnana (1176), obraz Massimo d'Azeglia z roku 1831

Kulturně nejvýznamnějšími oblastmi dnešní Itálie se v raném středověku staly její severní regiony, které byly od 8. století součástí Franské říše, následně Středofranské říše (Lotharingie) a poté Svaté říše římské. V Římě sídlil katolický papež, který ovládal Papežský stát (mnohem větší a silnější, než je dnešní Vatikán, jenž je jeho pozůstatkem). Ten se zformoval v 8. století. Mocenské boje mezi německými knížaty a knížaty podléhajícími papeži pak naplnily značnou část raně a vrcholně středověkých italských dějin, tato etapa je známa jako éra guelfů a ghibellinů.
V této situaci mocenského chaosu se objevil nový fenomén – suverenitu a vliv začaly získávat některé městské státy, většinou pobřežní, žijící z námořního obchodu. Ty se staly pozoruhodnými centry kultury. O jejich síle svědčí, že když se sdružily do tzv. Lombardské ligy (Lega Lombarda), dokázaly roku 1176 porazit německého císaře Fridricha Barbarossu v bitvě u Legnana. Čtyřmi nejvýznamnějšími z těchto tzv. námořních republik byly Benátská republika, Janovská republika, Pisánská republika a Republika Amalfi. Časem se k nim přidala Florentská republika, kterou pozdvihl rod Medicejských, a Milánské vévodství ovládané Sforzy. Systém vlády v těchto státech bývá označován jako signorie. Soubor těchto městských států představoval ohromnou sílu, která začala ovlivňovat i evropský vývoj. Někdy se uvádí, že vnesly do evropských dějin kapitalismus. Měly značný vliv i politický – financovaly křížové výpravy, Benátky porazily Byzanc, stejně jako financovaly objevitelskou cestu Marca Pola. Právě v této oblasti vznikly první evropské univerzity, bohaté obchodnické rody financovaly vrcholné umění, není také náhoda, že mnozí navigátoři a objevitelé, byť většinou v cizích službách, byli Italové – Janované Kryštof Kolumbus a John Cabot (rodným jménem Giovanni Caboto), Florenťané Amerigo Vespucci a Giovanni da Verrazzano. Přičteme-li umění římské placené papeži, stala se ve vrcholném středověku Itálie – byť rozbitá do mnoha jednotek – znovu kulturním epicentrem Evropy. Jih Itálie ovšem zažíval jiný osud. Ten byl v 9. století ovládnut muslimy (Sicilský emirát), potom ho ovládli Normani (potomci Vikingů), posléze Štaufové, Anjouovci a Barcelonská dynastie.

## Renesance

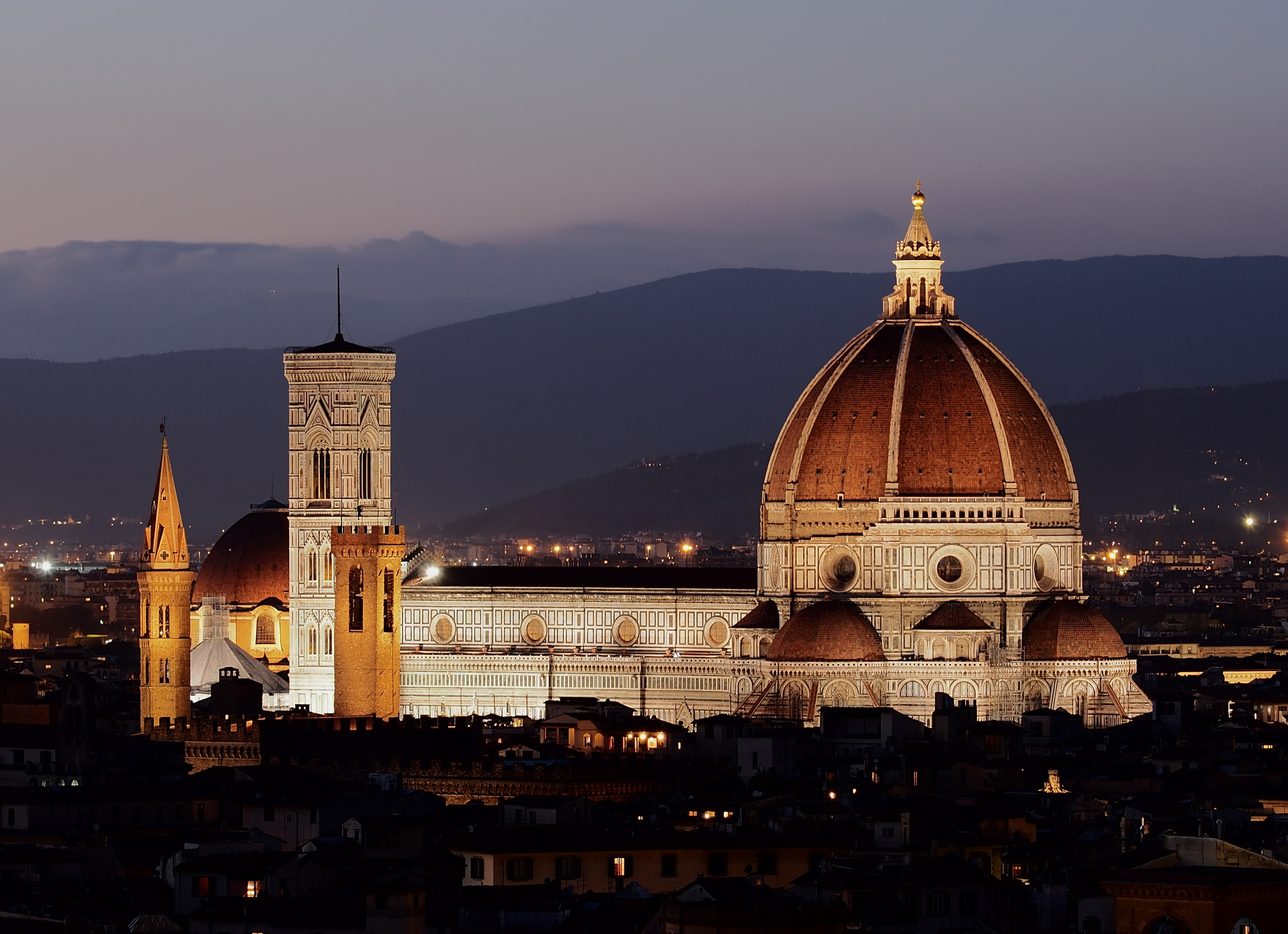
Chrám Santa Maria del Fiore ve Florencii vystavěný architektem Filippem Brunelleschim proslul svou renesanční kupolí

Roku 1348 pandemie moru vyhladila třetinu italského obyvatelstva, poloostrov se z této rány však pozoruhodně rychle zotavil a pokračoval v kulturním rozkvětu, který je znám jako italská renesance, jíž se Itálie vrátila ke svým antickým kořenům (mj. i díky příchodu řecky mluvících učenců po pádu Konstantinopole, tedy po ovládnutí Byzance Turky). Italská renesance se obvykle dělí na trecento (14. století), quattrocento (1420–1500) a cinquecento (16. století), jež značí vrcholnou renesanci a pozvolný přechod k manýrismu. V oblasti myšlení se italská renesance projevila humanismem (Francesco Petrarca), novou lehkostí a hravostí (Giovanni Boccaccio) ale i pragmatickými úvahami o správě věcí veřejných (Niccolò Machiavelli). V literatuře vznikla spisovná italština, zejména díky Dante Alighierimu. Počátky přírodních věd propátrával zejména Leonardo da Vinci. Zdaleka největší vliv měla italská renesance na malířství (Fra Angelico, Sandro Botticelli, Masaccio, Michelangelo Buonarroti, Piero della Francesca, Raffael Santi, Tizian, Tintoretto, Paolo Veronese), sochařství (Donatello) a architekturu (Donato Bramante a jeho Bazilika svatého Petra v Římě, vila La Rotonda Andrea Palladia, katedrála Santa Maria del Fiore ve Florencii). Jako mecenáši a podporovatelé vědy a umění vynikli Cosimo Medicejský a jeho syn Lorenzo I. Medicejský. Renesanční rozkvět, kulturní i obchodní, vyvrcholil v 16. století, načež dostal několik ran – nejprve vzestup Osmanské říše a portugalský objev nové námořní cesty do Asie narušily obchodní hegemonii námořních republik – Benátek a Janova. Poté se zámořskými objevy posílené Španělsko rozhodlo mocensky realizovat na severu Itálie. Proti němu se postavili rakouští Habsburkové, což vedlo k tzv. italským válkám (1494–1559). Ty vzaly italským republikám jejich samostatnost, nejprve ve prospěch Španělska (1559–1713) a později Rakouska (1713–1796). Výsledkem byla periferizace a zaostávání jak severu Itálie, tak zvláště jejího jihu.

## Počátky italské samostatnosti

### Podrobení italských zemí v 16.–18. století
Na počátku 16. století byla valná část italských států okupována nebo byly vazaly Francie či Španělska, velmocí, jež dlouhodobě usilovaly o ovládnutí Evropy. Určité teritoriální expanze se zdařily i Papežskému státu, a to díky několika tažením papeže Julia II., jenž v roce 1506 dobyl města Bologna a Perugia. Ovšem i na podrobení apeninského poloostrova cizáky měl papež svou zásluhu, neboť roku 1512, když vyhnal Francouze za Alpy, se strategicky spojil s dalšími mocnostmi, a to především se Španělskem. Střetnutí mezi Francouzi a Španěly v boji o nadvládu nad poloostrovem pokračovalo ještě léta a vyvrcholilo v bitvě u Pavie (1525), v níž zvítězili slavní kastilští tercios, a tím také začalo oslabování francouzských pozic v tak klíčovém regionu jako je Lombardie. Nakonec byla španělská hegemonie v Itálii stvrzena o tři desítky let později mírem z Cateau Cambrésis. Španělsko od té doby po více než jedno a půl století uplatňovalo svoji nadvládu nad celou jižní a ostrovní Itálií, nad Vévodstvím milánským a Stato dei Presidi na jihu Toskánska. Církevní stát, Velkovévodství toskánské, Janovská republika a další menší státy byly nuceny podporovat španělskou imperiální politiku. Vévodství savojské, jež se snažilo uplatňovat politiku rovnováhy mezi Francií a Španělskem, se v konečném důsledku stalo válečným polem obou mocností. Pouze Benátská republika si dokázala uchránit relativní nezávislost, ta však nebyla dostatečná a nedokázala městský stát uchránit před pozvolným ale nevyhnutelným úpadkem. Po uzavření utrechtského míru (1713), přešlo habsburské španělské dědictví do rukou rakouské větve této dynastie, jímž se mezitím podařilo etablovat se v Lombardii a následně také v Toskánsku (Habsbursko-Lotrinská dynastie). V prvních desetiletích 18. století si rakouští panovníci podrobili také Království neapolské, které však po porážce u Bitonta roku 1734 byli nuceni postoupit španělské větvi Bourbonů.

### Savojští

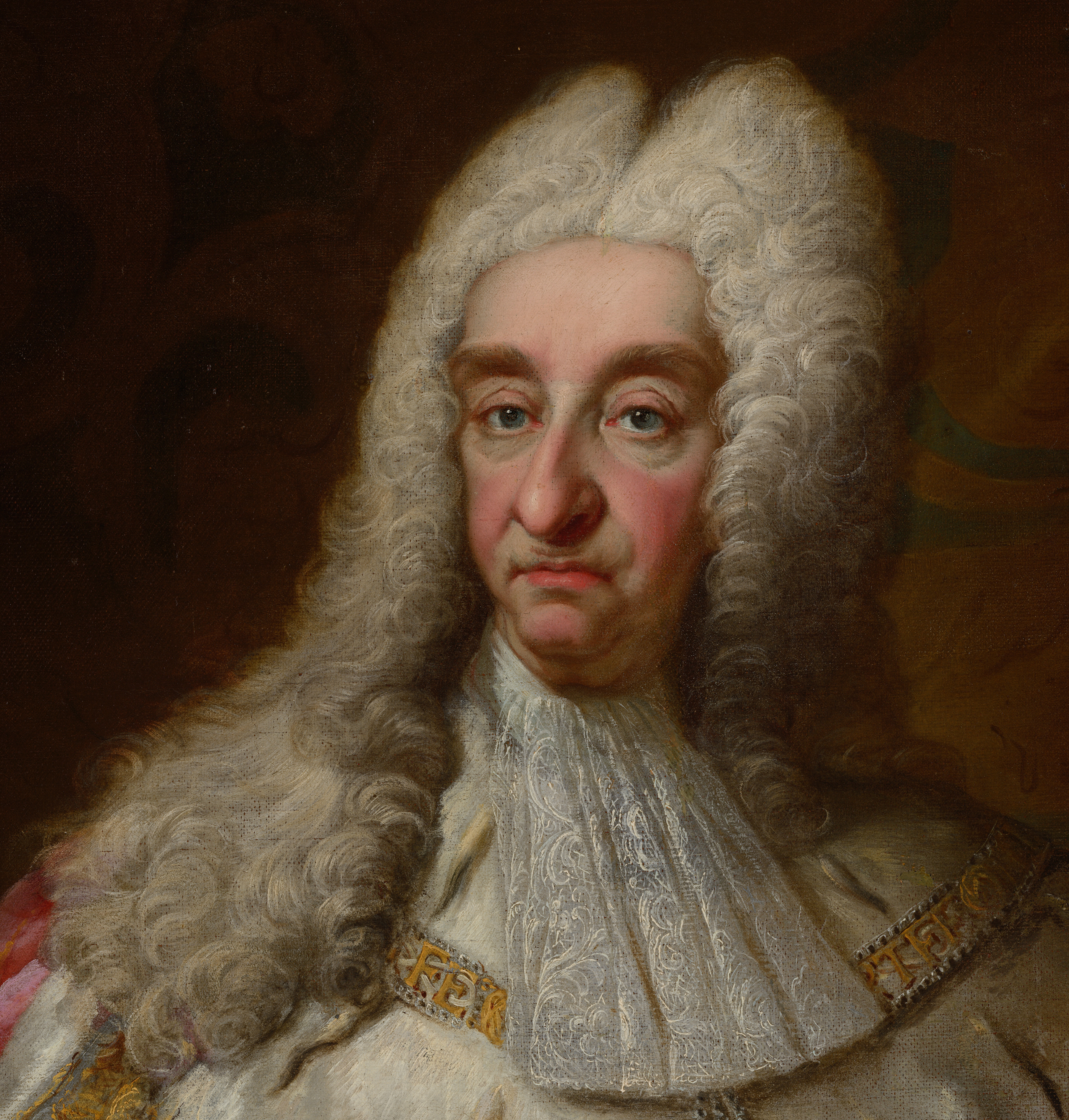
Viktor Amedeo II., patnáctý a poslední vévoda savojský, pozdější král Sicílie a Sardinie

Umberto Biancamano roku 1032 obdržel od císaře Konráda II. panství Savoia, Moriana a d'Aosta. Několikerou dědickou posloupností Savojští postupně rozšířili své panství v západních Alpách. Zpočátku coby hrabata, později vévodové, v roce 1416 obdrželi rovněž nominální titul (bez územních nároků) král jeruzalémský zděděný po Carlottě z Lusignana.
Dovedně se jim podařilo v 17. a 18. století ubránit se expanzionistickým úmyslům francouzského království a úporně hájili svou autonomii. Poté, co později Emanuel Filibert Savojský přemístil své sídlo ze Chambéry do Turína, aby se mohl lépe bránit nepřátelským útokům, dynastie převzala otěže dějin Piemontu a včlenila je nejprve do svého vévodství a později království sardinského, až do sjednocení Itálie.

### Hnutí „carbonari“
Po francouzské restauraci, jež vynesla zpět k moci původní vladaře a měla za následek postoupení italských států Rakousku, se rozpoutaly silné vlastenecké vášně. V této době se také zrodila Carboneria, která se rozšířila zejména v těch krajích, které ovládalo Rakousko a v provincii Romagna, také zásluhou Piera Maroncelliho.
První povstání carbonariů na apeninském poloostrově se odehrála v letech 1820–21 a zasáhly Neapolské království (červenec 1820) a Piemont (březen 1821). V Neapoli byl panovník přinucen podepsat novou ústavu ve prospěch hnutí carbonariů, ale po zásahu Rakušanů se vrátilo vše do původního stavu, a totéž se odehrálo v Království sardinském. Současně s tím se v Lombardii a Benátsku odehrávaly procesy, nejznámější z nich s hrabětem F. Confalonierim, S. Pellicem a P. Maroncellim.

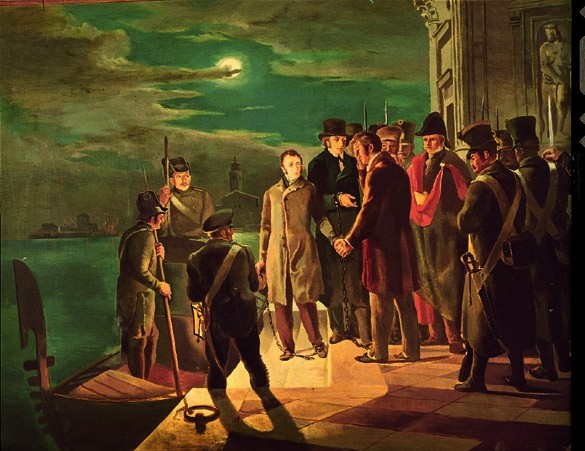
Zatýkání S. Pellicy a P. Maroncelliho rakouskými vojáky

I přes okamžitou porážku, carboneria nepřestala existovat a znovu o sobě dala vědět na politické scéně roku 1830, zejména ve Vévodství modenském a Církevním státě, a podruhé byla potlačena. Výsledkem byl zánik carbonerie a vznik hnutí nového, Giovine Italia, hnutí rovněž tajného, založeného Giuseppe Mazzinim roku 1831.
Poté, co Mazzini nalezl tajnou podporu, rozhodl se zorganizovat první povstání. Jeho plány však byly prozrazeny a ztroskotaly ještě dříve než začaly. Přesto král Karel Albert Savojský změnil svůj politický názor a o několik let později, roku 1848 uznal ústavu, známou jako Statuto Albertino, neboť měl obavu z protimonarchistických reakcí.
Ještě předtím se uskutečnily některé další pokusy. Nejznámějším z nich je od skupiny Fratelli Bandiera, složená z Italů, kteří patřili k rakouské marině a kteří se pokoušeli vyprovokovat povstání na jihu země, byli však zajati, zčásti také vinou obyvatelstva, které je považovalo za bandity, a poté zastřeleni.

### Risorgimento

#### První válka za nezávislost

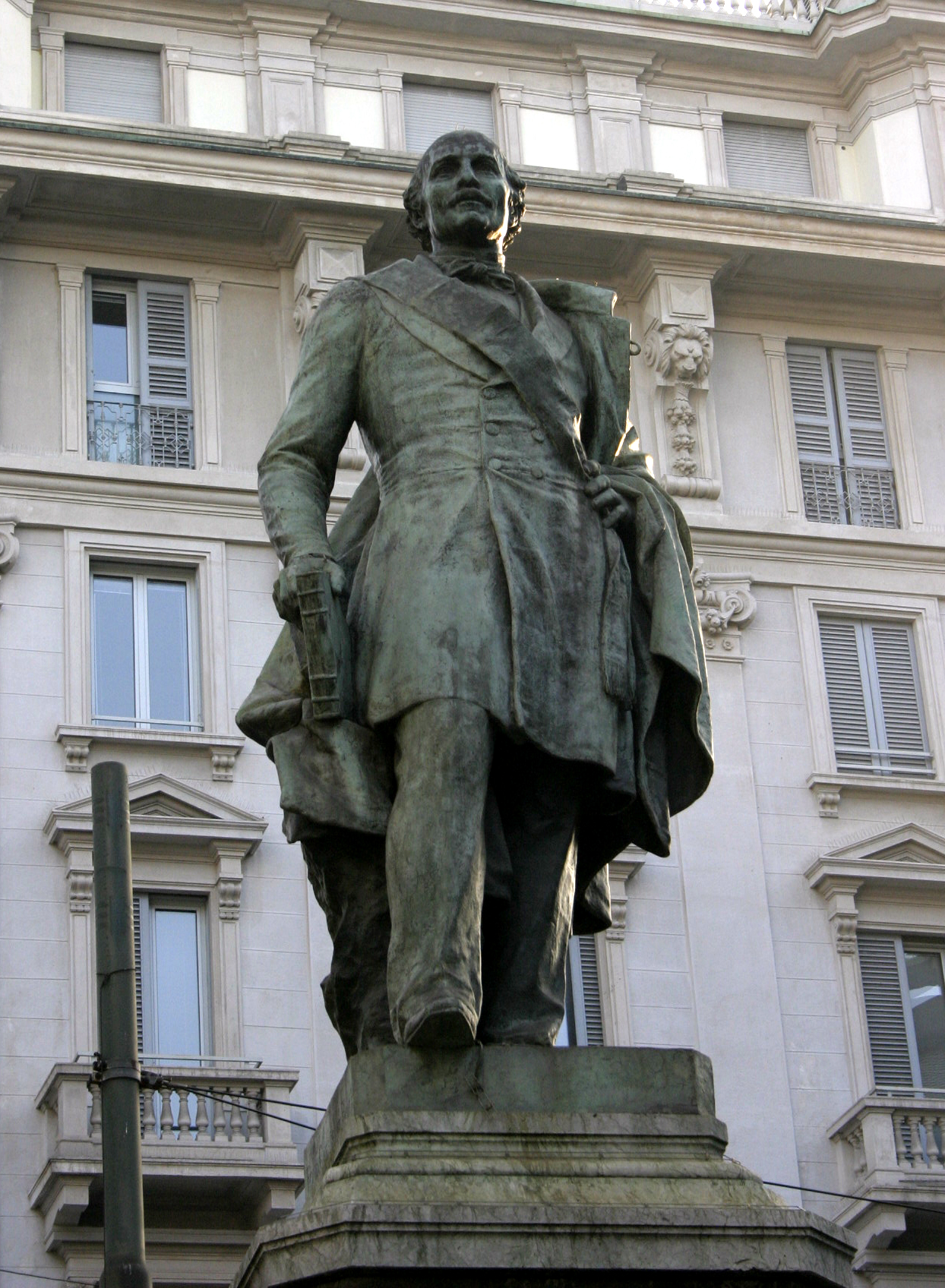
Pomník Carla Cattanea, hlavního hrdiny Pěti milánských dní

Po napoleonském tažení sílily nacionální tlaky, podporované Savojskými, kteří v nich spatřovali příležitost k rozšíření vlastního sardinského království, což nakonec vedlo k sérii válek za nezávislost Itálie namířených proti Rakousko-Uhersku.
Roku 1848 začínají propukat různá povstání v krajích poddaných rakouskému císaři, zejména v Benátkách a Miláně, kde jsou známy především Pět dní Milána, jež skončily 22. března vítězstvím místních obyvatel a odchodem rakouského maršála Radeckého z města.
Když se Karel Albert Savojský dozvěděl o vítězství obou měst, rozhodl se jednat a 23. března dal impuls k válce za nezávislost Itálie, první v pořadí. Kromě Sardinie se války účastnily také další italské státy, jako například Svatý stolec, Velkovévodství toskánské a Království obojí Sicílie, jež vyslaly své vojáky.
Počátek bojů byl příznivý pro Italy, zaznamenali několik vítězství, například v bitvě u Pastrenga, u Santa Lucia ve Veroně, poté Peschiera a Goito. Nicméně papež stáhl své jednotky z bojů, neboť se obával rakouské náboženské reakce, jež by mohla vést až ke schizmatu. V tomto počinu papeže následoval rovněž král Obojí Sicílie Ferdinand II. Neapolsko-Sicilský. Tak zůstali v boji osamělí dobrovolníci a Rakušané měli možnost upevnit své pozice a mocnou protiofenzívou získali zpět velkou část měst ztraceních a 4. srpna podepsal Karel Albert příměří. Po nedlouhé přestávce v březnu 1849 byl rychle poražen. Byl nucen odstoupit ve prospěch svého syna Viktora Emanuela II.
Mezi městy, která předešlého roku povstala proti rakouské nadvládě jako jediné odolávaly Benátky, nicméně i ty nakonec padly v srpnu 1849 kvůli epidemii cholery.
První válka za italskou nezávislost skončila vítězstvím Rakouska a Savojským se nepodařilo rozšířit vlastní panství se záměrem zvovusjednotit italský národ.

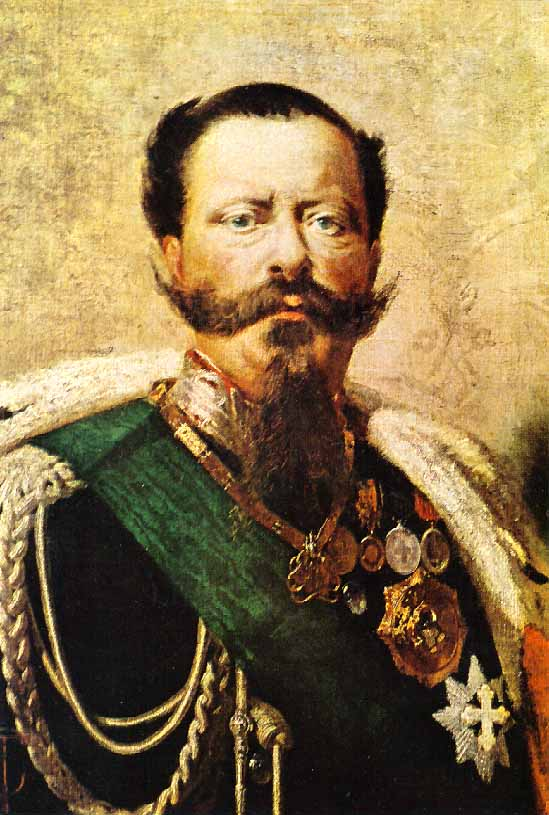
Vittorio Emanuele II di Savoia, první král Itálie z dynastie Savojských

#### Druhá válka za nezávislost
Roku 1852 se prvním ministrem Sardinského království stal Camillo Benso Conte di Cavour, jenž položil základ k množství významných hospodářských reforem s cílem modernizace Sardinie. Rozšířil železniční síť, také janovský přístav a zavedl do té doby v zemi prakticky neexistující průmysl.
V roce 1855 se Sardinské království, na pokyn Cavoura, zúčastnilo krymské války, když vyslalo 15 000 mužů. Tato vojenská účast o rok později umožnila sardinskému království účastnit se pařížského kongresu, kde mohl premiér Cavour osobně kritizovat chování Rakušanů a vytvořit si tak pozitivní vztahy s Brity, Francouzi a Prusy.
V roce 1860 bylo Království obojí Sicílie dobyto Tisícovkou Giuseppa Garibaldiho a připojeno ke království Sardinsko-Piemontskému.
S podporou francouzského císaře Napoleona III. porazila Sardinie v druhé italské válce za nezávislost Rakousko, načež v roce 1861 došlo k vyhlášení Italského království.

## Italské království

### Liberální období
Italské království se snažilo, jako jiné evropské státy, získat kolonie. Nejznámější italské kolonie té doby byly Eritrea (1890) a Libye (1911).

### Itálie za první světové války

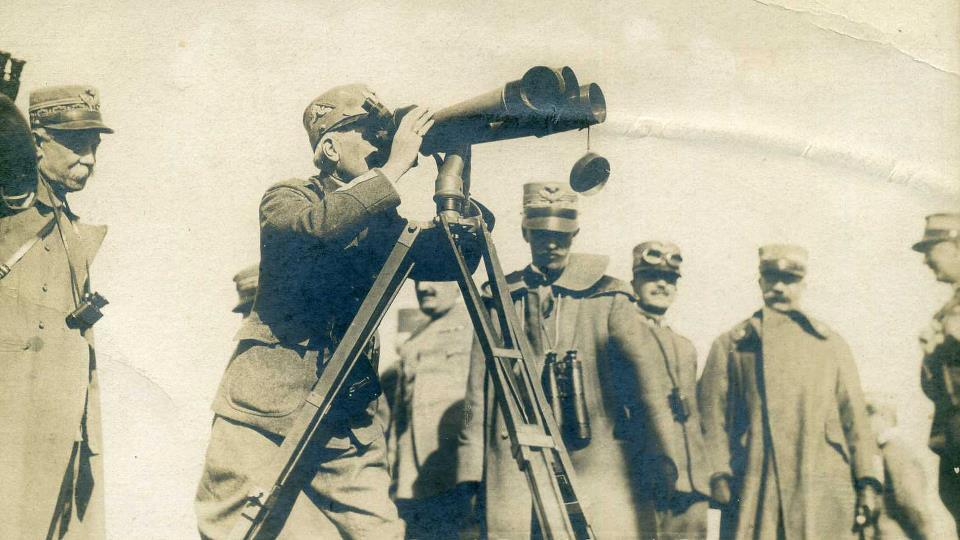
Král Viktor Emanuel III. během návštěvy frontové linie v roce 1916

Po vypuknutí první světové války vyhlásila italská vláda neutralitu a odmítla se po boku svých spojenců z Trojspolku, Německa a Rakouska-Uherska do konfliktu zapojit. Již v dubnu 1915 však italský ministr zahraničí Sidney Sonnino vyjednal se státy Dohody tzv. Londýnský pakt, na jehož základě se Itálie již v květnu téhož roku zapojila do války na straně Francie a Spojeného království. Spojenci za tento obrat přislíbili Itálii nárok na rakouská území v Dalmácii a jižním Tyrolsku.
Vize o rychlé vítězné válce se brzy rozplynula a Itálie nepřipravená na totální válku byla záhy konfrontována s opotřebovacími zákopovými boji. Až do roku 1917 se přes úsilí jak italské tak rakousko-uherské armády linie na italské frontě nijak výrazně nepohnula. Italové utrpěli obrovské ztráty především během několika neúspěšných ofenzív na řece Soči. Rakouským silám podpořeným Němci se na podzim roku 1917 podařilo prolomit italskou frontu v bitvě u Caporetta, načež vojska Centrálních mocností obsadila většinu benátské nížiny a zastavila je až řeka Piava, na níž se frontová linie opět ustálila.
Podpora západních spojenců a zhroucení Rakousko-Uherska umožnily italským jednotkám přejít na podzim roku 1918 do ofenzívy. Příměří na italské frontě bylo se zástupci rozkládající se Habsburské monarchie podepsáno 3. listopadu 1918.

### Fašismus a druhá světová válka
Italské království se na pařížské mírové konferenci roku 1919 zařadilo mezi vítěze a dle Londýnské dohody ke svému území připojilo Tridentsko, Jižní Tyrolsko, Istrii a přístav Terst na severním pobřeží Jaderského moře. Spojenci však Italům nedovolili obsadit Dalmácii, kde upřednostnili nároky nově vzniklého Království Srbů, Chorvatů a Slovinců, a město Rijeku (dříve italsky Fiume), která se měla stát svobodným městem.

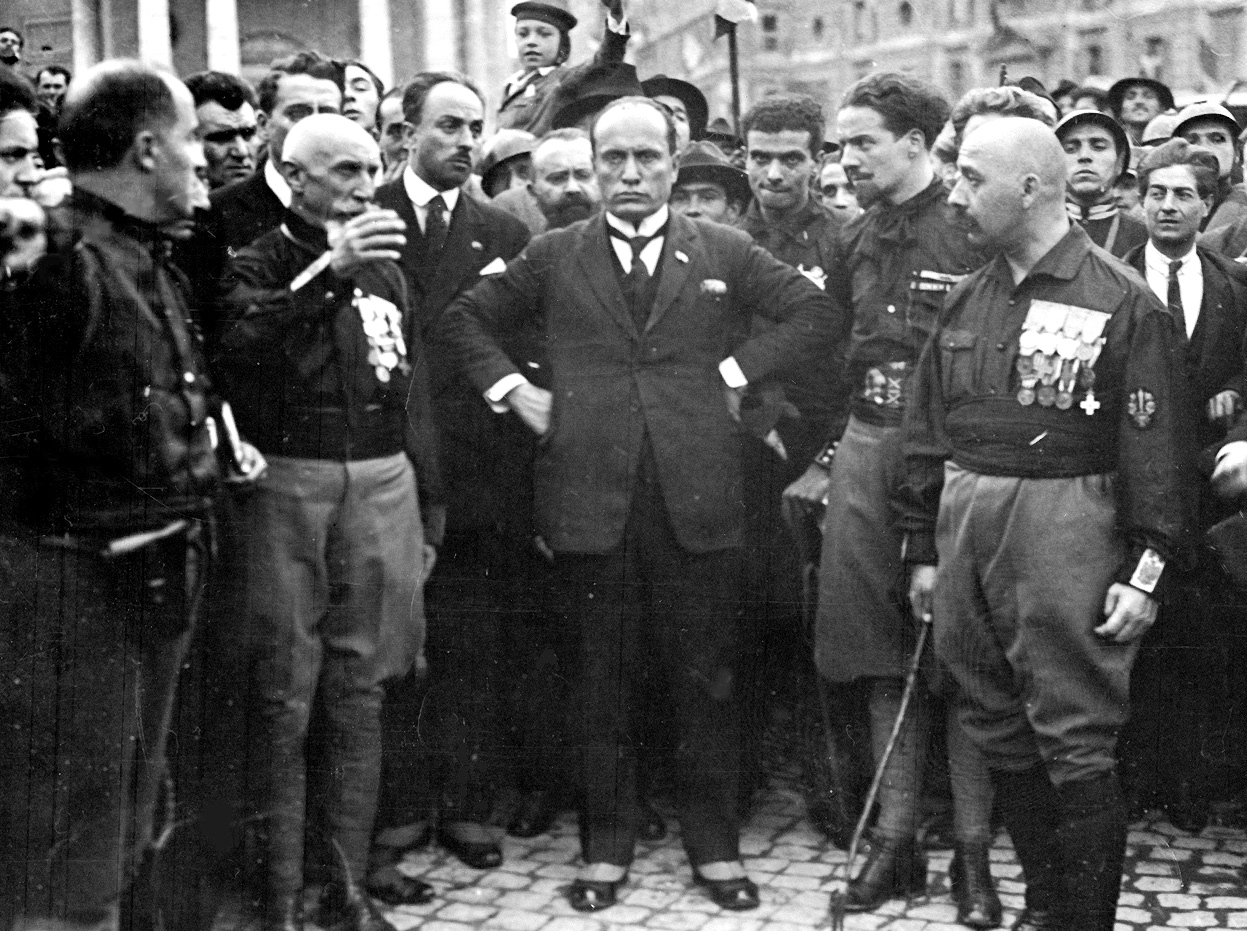
Benito Mussolini (uprostřed) během pochodu na Řím, 1922

Italskou společností se po válce šířila vlna deziluze a zklamání z nedostatečných válečných zisků, což umocňovala tíživá ekonomická situace v zemi. Liberální systém ohrožovala nejen levicová povstání a stávky nespokojených dělníků, ale v červenci 1919 ukázala svou sílu i radikální pravice, když nacionalisté vedení básníkem a válečným hrdinou Gabrielem d'Annunziem obsadili Rijeku a vyhlásili její připojení k Itálii. D'Annunzio a jeho stoupenci byli sice v roce 1920 italským námořnictvem z města vypuzeni, avšak nepolevující hospodářské problémy země rychle zvyšovaly preference radikální Národní fašistické strany, v jejímž čele stál bývalý socialista Benito Mussolini. Fašisté v roce 1922 uskutečnili puč známý jako Pochod na Řím, načež král pověřil Mussoliniho sestavením vlády. Během příštích několika let Mussolini zakázal všechny politické strany a vytvořil diktaturu. Inspiroval tím podobné diktatury a hnutí – německé nacisty a španělské frankisty. Roku 1935 Mussolini obsadil Etiopii, poté vojensky podpořil Francisca Franca ve španělské občanské válce, roku 1939 anektoval Albánii. Vytvořil alianci s nacistickým Německem a Japonskem zvanou Osa Berlín–Řím–Tokio a jako její součást vstoupil roku 1940 do druhé světové války. V ní však italská vojska utrpěla drtivé a potupné porážky, jak v Africe, tak na východní frontě. V červenci 1943 se na Sicílii vylodili Spojenci. Král Viktor Emanuel III. nechal Mussoliniho vzápětí zatknout a jeho režim se zhroutil. 8. září král podepsal příměří se Spojenci. Nicméně Němci provedli do severní a střední Itálie invazi, během níž vysvobodili i Mussoliniho ze zajetí. Postavili ho do čela loutkového státu, jejž na severu Itálie zřídili, a jež je nazýván obvykle republika Saló (oficiálně Italská sociální republika). Italská armáda věrná králi se postavila na stranu Spojenců, její část věrná Mussolinimu na stranu Němců, navíc na území republiky Saló vzniklo mohutné partyzánské hnutí bojující proti fašistům (Resistenza). Právě partyzáni nakonec Mussoliniho dopadli a popravili. Německé síly v Itálii se vzdaly 29. dubna 1945. Válka stála Itálii půl milionu životů.

## Poválečná Itálie
Mírová smlouva Itálii vzala koloniální území a i některé oblasti v Evropě na úkor Jugoslávie. Přestože si král svým postupem z roku 1943 zachránil reputaci, Italové se v referendu v roce 1946 těsně rozhodli pro republiku. Bylo to také první lidové hlasování v italské historii, jehož se zúčastnily ženy. Ačkoli bylo po válce v Itálii velmi silné komunistické hnutí a čekalo se, že se Itálie stane součástí sovětského bloku, volby v roce 1948 vyhráli překvapivě křesťanští demokraté vedení Alcide De Gasperim. Itálie se tak v rámci studené války připojila k západnímu bloku, vstoupila do NATO a přijala americký Marshallův plán. Ten jí pomohl postavit na nohy ekonomiku, a to až tak, že se o 50. a 60. letech 20. století začalo hovořit jako o italském hospodářském zázraku. Od konce 60. let však přišly problémy – ekonomická krize, rostoucí zadlužení, rychle slábnoucí měna, mohutný nástup politického radikalismu, který v 70. letech přerostl v terorismus skupin jako byly levicové Rudé brigády, ale i některých neofašistických skupin. 70. a 80. léta jsou kvůli tomu nazývána „olověná“. Obětí rudých teroristů se stal dokonce i jeden z premiérů – Aldo Moro. Hlavu také zdvihla znovu mafie. Na mezinárodním poli se Itálie stala velkým podporovatelem evropské integrace.
Ač byl italský politický systém zdánlivě nestabilní (střídání vlád se stalo pověstným, v letech 1945–1993 se jich vystřídalo 52), ve skutečnosti mu 40 poválečných let dominovaly dvě politické síly – křesťanští demokraté a socialisti. Tato relativní rovnováha se zhroutila na začátku 90. let, kdy propukla série korupčních skandálů, které odhalila akce Čisté ruce (Mani Pulite). To otevřelo prostor novým silám. Na pravici ho využil zejména miliardář a mediální podnikatel Silvio Berlusconi. Jeho oslabení ovšem nevedlo k obnově tradičních stran, ale dalo zrodit novým politickým hnutím (Hnutí pěti hvězd) či vedlo ke vzestupu starších, v minulosti celostátně neúspěšných (Liga severu, již pozdvihl Matteo Salvini). Tato hnutí, označovaná obvykle za nacionalistická, posílená evropskou migrační krizí, se v roce 2018 chopila vlády.